# Venezuelska čačalaka
Venezuelska čačalaka (lat. Ortalis ruficauda) je vrsta ptice iz roda Ortalis, porodice Cracidae. Živi u sjeveroistočnoj Kolumbiji, sjevernoj Venecueli i Tobagu, otoku čija je državna ptica.
Srednje je veličine, duga je oko 53-58 centimetara. Ženka je teška 540 grama, dok je mužjak teži, i ima 640 grama. Perje joj je uglavnom blijedo, tamno-smeđe u gornjem dijelu tijela, a blijeđe u donjem. Glava je sive boje, a rep je smeđ i ima crvenkast ili bijel vrh.
Društvena je ptica, često se vidi u obiteljskom okruženju. Hrani se, kao i većina vrsta svog roda, sjemenkama i plodovima. Gnijezdo gradi na drvećima, ne previše visoko. U njega ženka polaže tri ili četiri velika jaja bijele boje. Ženka ih inkubira sama, a inkubacija traje 28 dana.